# McKean (Pennsylvanie)
Pour les articles homonymes, voir McKean.
McKean est un borough situé au centre du comté d'Érié, en Pennsylvanie, aux États-Unis,. En 2010, il comptait une population de 388 habitants.

## Démographie
Lors du recensement de 2010, le borough comptait une population de 388 habitants. Elle est estimée, en 2017, à 375 habitants.

### Source de la traduction
- (en) Cet article est partiellement ou en totalité issu de l’article de Wikipédia en anglais intitulé « McKean, Pennsylvania » (voir la liste des auteurs).